# Erica Verdegaal
Erica Verdegaal (Hillegom, 23 juli 1960) is een Nederlandse econoom en auteur van artikelen en boeken over financiële zaken van particulieren.

## Leven en werk
Erica Verdegaal studeerde economie aan de Universiteit van Amsterdam en twee jaar filosofie aan de Vrije Universiteit. Na haar studie werkte zij enkele jaren in het bedrijfsleven. Sinds 1995 schrijft ze boeken en columns over geldzaken. Zij is columnist van onder meer FD, NRC Handelsblad, TROS Radar.nl, maandblad ZIN en de Financiële Consument.
Naast haar boeken en columns werkt Verdegaal mee aan radio- en televisieprogramma’s, onder meer voor BNR Nieuwsradio, Radio 1, Radio 2 en TROS Radar. In het verleden was ze te zien bij Pauw & Witteman en te horen bij Radio Kassa van de VARA. Voor NTR Academie maakte ze in 2014 een uitzending met tips over geldzaken: Geld maakt wel gelukkig....